# White Noise (película de 2005)
Voces del más allá (White Noise en inglés) es una película de Canadá y Reino Unido, dirigida por Geoffrey Sax en 2005, y protagonizada por Deborah Kara Unger, Michael Keaton, Ian McNeice y Chandra West.

## Sinopsis
La mujer del afamado arquitecto Jonathan Rivers, Anna, ha sido brutalmente asesinada a manos de un terrible psicópata. Jonathan es contactado por un hombre que dice recibir mensajes de su esposa a través del EVP (fenómeno de la voz electrónica), sistema de transcomunicación con el más allá, posible, gracias a las diversas grabaciones de voces y señales obtenidas a través de aparatos electrónicos. Escéptico por naturaleza, no cree en esta práctica paranormal pero en su desesperación y el hecho de no asumir completamente la muerte de Anna, hacen que Jonathan se lance de lleno en la investigación de este fenómeno. Así, pues, comienza a experimentar con el EVP y llega a tomar contacto con Anna, que le encomienda la peligrosa misión de evitar que su asesino siga cometiendo más crímenes. Sin embargo, el fuerte deseo de comunicarse con su esposa comienza a distanciarle de todo aquello que es real.